# Radojka Franzotti
Radojka Franzotti (Karin Gornji, 20. kolovoza 1952.), hrvatska atletičarka. Natjecala se za Jugoslaviju.
Natjecala se na Olimpijskim igrama 1972. i 1976. u skoku u dalj. Oba puta je nastupila u prednatjecanju.
Bila je članica Zadra i beogradske Crvene zvezde.